# Залевский, Анатолий Викторович
Анатолий Викторович Зале́вский  (укр. Анатолій Вікторович Залевський; род. 20 августа 1974, Бердичев) — украинский эквилибрист, артист цирка «Cirque du Soleil», обладатель циркового «Оскара» — награды «Золотой клоун» Международного фестиваля циркового искусства в Монте-Карло. Заслуженный артист Украины (1999). Основатель жанров «эквилибр на полу» и «эквилибр на скользкой поверхности». Основатель цирковой студии Rizoma, режиссёр и солист шоу «Rizoma» и его новой версии «Rizoma.Time».

## Биография
Анатолий Залевский родился 20 августа 1974 года в городе в Бердичеве Житомирской области. Когда ему исполнилось пять лет, родители отвели чересчур активного ребёнка в Бердичевскую цирковую студию, где он стал заниматься под руководством Валентина Моцного.
- В 1991—1995 годы учился в Киевском эстрадно-цирковом училище у Виктора Кувшинова, Алексея Биткина, Николая Баранова. Ещё будучи студентом четвёртого курса, стал выступать в шоу Бориса Моисеева, затем работал у продюсера Таквора Бароняна, выступая на сцене киевского ночного клуба «Голливуд».
- В январе 1998 года на 21-м Международном фестивале циркового искусства в Париже «Mondial du Cirque Demain» завоевал золотую медаль — официальный сайт фестиваля называет артиста «подлинной звездой этого года»[2].
- В феврале 1999 г. на 23-м Международном фестивале циркового искусства в Монте-Карло Залевский также был удостоен высшей награды — «Золотой клоун»[3].

За признанием профессионалов пришла любовь и публики. Залевский гастролировал по Германии, Швейцарии и Франции, участвовал в постановках церемонии вручения премии Оскар. Артист удостоился личного приглашения на бал от королевы Великобритании. В дальнейшем Залевский выступал преимущественно с собственным шоу, самостоятельно осуществляя режиссуру, занимаясь сценографией и костюмами.
- В 1999 году состоялась премьера первого такого шоу — спектакля «Rizoma», представлявшего собой «синтез модерн-балета, спорта и цирка»[4]. Эта постановка дала название созданному в 2003 году собственному театральному коллективу Залевского «Ризома», который участвует в телевизионных шоу разных стран, работает в ночных клубах. Залевский готовил певца Александра Пономарёва к выступлению на конкурсе «Евровидение» 2003 года (дебют Украины в этом соревновании), в выступлении приняли участие три артистки театра «Ризома»[5]
- В 2011 году Залевского ангажировал Cirque Du Soleil для исполнения его номера Dream[6] в самой дорогостоящей в истории канадского цирка постановке Zarkana.
- В 2013 году состоялась мировая премьера новой версии шоу Rizoma под названием Rizoma.Time.

## Soul Circus или пластический цирк Залевского
Soul Circus — стиль, соединяющий силу и утонченную пластику, клоунаду и философию, эквилибристику, акробатику и театр. Он был придуман Залевским в конце 90-х. Тогда новаторство принесло ему наивысшие награды главных международных цирковых фестивалей, на которых он выступал со своим уникальным в своем роде номером Dream. По его мнению, если раньше главным элементом циркового представления был трюк, то современное цирковое искусство подразумевает гармоничное сочетание виртуозных трюков и высокой драматургии. Их синтез, по определению Залевского, «выражает душу языком тела».
Dream — экспрессивный номер, с которым Залевский завоевал самые престижные в мире награды, поначалу на родине воспринимался весьма неоднозначно, а порою подвергался достаточно жесткой критике. Только после признания самыми авторитетными в мире цирка профессионалами, у Анатолия появились уверенность и сила двигаться в выбранном направлении, которое можно обозначить как «пластический цирк». В 2011 году этот номер был позаимствовал Cirque Du Soleil для своего шоу Zarkana.
В полной мере Залевский раскрыл своё видение искусства в своем спектакле Rizoma.

## Спектакли Rizoma и Rizoma.Time
Rizoma — экспрессионистский спектакль, премьера которого состоялась в 1999 году в Германии. В нём Залевский реализовал себя как режиссёр, сценограф, художник по костюмам. Шоу представляет собой синтез театра, хореографии и циркового искусства — эволюционный жанр «Soul Circus», ставший визитной карточкой титулованного эквилибриста. С этим шоу Залевский с успехом объездил Германию, Швейцарию и Францию.
Rizoma. Time — новая версия знаменитого шоу Залевского «Rizoma» 1999 года, премьера которой при полном аншлаге состоялась 4 и 5 июля 2013 в Киеве в Национальном театре русской драмы им. Леси Украинки. Основная тема нынешнего спектакля Rizoma «Time» — тема времени, которая исследуется в интеллектуальном и эмоциональном аспекте. Языком пластики тела артисты выражают интеллектуальную составляющую спектакля — постоянство времени. Параллельно, комические персонажи рассказывают эмоциональную историю о том, что рано или поздно, время должно остановиться. Это произойдет под влиянием чистых эмоций и чувств, под влиянием безусловной любви.
Сюжет шоу переносит зрителей в огромную мастерскую, в которой двум талантливым инженерам удается изобрести машину, способную контролировать время. Машина и её главная деталь — безупречно точное механическое сердце, — исправно выполняют свою функцию. Однако запустив своё детище в очередной раз, инженеры вдруг теряют над ней контроль. Силой воли механическое сердце останавливает время и познает любовь, а любовью управлять невозможно.
Ризома — понятие постмодернизма, тема которого—противостояние повседневной линейности и механичности бытия. Такое название говорит о символичности сюжета спектаклей, посвященных вечным темам времени и любви, а также философским взглядам самого Залевского.